# Rockbridgeita
La rockbridgeita es un mineral, fosfato de hierro (ferroso y férrico) con hidroxilos. Fue descrito por primera vez a partir de ejemplares obtenidos en la mina Midvale, South Mountain, Midvale, condado de Rockbridge y, Virginia (USA), que consecuentemente es su localidad tipo. Estos ejemplares se habían identificado previamente como dufrenita, hasta que se demostró que su composición y otras propiedades eran distintas, especialmente su espectro de difracción de rayos X. El nombre corresponde al condado en el que está situado el yacimiento.

## Propiedades físicas y químicas
La rockbridgeita es isoestructural con la frondelita y con la plimerita, siendo el análogo de ambas con hierro en forma de Fe2+. Forma una serie con la frondelita, que es el término con manganeso dominante en lugar del hierro ferroso. Es color es muy variable, yendo desde el verde claro al verde oscuro, casi negro, o incluso completamente negro, aunque también aparece de color marrón, generalmente con tonos verdosos. Es  rara en forma de microcristales. Forma agregados botrioidales con otros fosfatos, en los que a veces puede distinguirse un bandeado formado por rockbridgeita (verde muy oscuro) lipscombita (azul verdoso) y beraunita (anaranjado).

## Yacimientos
La rockbridgeita es un fosfato secundario, relativamente frecuente, conocido en más de 200 localidades en el mundo. En el trabajo en el que se identificó como especie se señalan otrasocho localidades en las que aparece y en las que se había identificado erróneamente cono dufrenita. Se encuentra asociado a otros fosfatos secundarios en pegmatitas y en mineralizaciones de óxidos de hierro. Los más frecuentes son la strengita, hureaulita, fosfosiderita, strunzita, beraunita y cacoxenita. En Argentina se ha encontrado este mineral en le Cerro Blanco, Tanti (Córdoba). En España es abundante en la cantera de feldespato Santa Marina, en Gondomar (Pontevedra).